# Marina Ovsjannikova
Marina Vladimirovna Ovsjannikova (Odessa, 19 juni 1978) (Russisch: Марина Владимировна Овсянникова), geboren als Marina Vladimirovna Tkatsjoek (Russisch: Марина Владимировна Ткачук) is een Rusland-correspondent voor de Duitse krant Die Welt en voormalig Russisch tv-redactrice bij Pervyj kanal.
Ze heeft een Russische moeder en een Oekraïense vader.

## Protestactie
Op 14 maart 2022 verscheen ze tijdens een uitzending over de Russische invasie van Oekraïne een paar seconden lang achter nieuwspresentator Kateryna Andreyeva met een handgeschreven anti-oorlogsposter. De tekst op de poster die ze vasthield was deels in het Engels en deels in het Russisch, en luidde: "Geen oorlog, stop de oorlog, geloof de propaganda niet, hier liegen ze tegen jullie, Russen zijn tegen oorlog". Het bereik van haar actie op tv was enorm. Pervyj kanal, met een internationaal bereik van ruim 250 miljoen kijkers binnen Rusland, was voor veel Russen de primaire informatiebron. De opname was niet beschikbaar om te downloaden, wat ongebruikelijk is voor dit kanaal.
In een vooraf opgenomen video, die via sociale media werd verspreid, stelde ze bovendien dat ze zich schaamde voor haar jarenlange deelname aan het verspreiden van Russische propaganda. Ze riep mensen op om te gaan demonstreren: "Ze kunnen ons niet allemaal opsluiten."

## Arrestatie en veroordeling
De uitzending werd na het voorval stopgezet en Ovsjannikova werd door de politie aangehouden. Ze werd 14 uur lang ondervraagd en vastgehouden zonder toegang tot haar advocaat. Op 15 maart werd ze door een rechtbank in Moskou veroordeeld tot een boete van 30.000 roebel (~ 250 euro) wegens het organiseren van een "ongeoorloofd openbaar evenement". Volgens de onafhankelijke website Meduza kreeg Ovsjannikova de boete voor de video die ze voorafgaand aan het protest opnam en niet voor de live-actie op televisie. De kans bestond dat ze ook nog berecht zou worden voor het verspreiden van valse informatie over het Russische leger. Daar staat een gevangenisstraf van 15 jaar op volgens de wet die hierover is aangenomen. Uiteindelijk kreeg ze nog een tweede boete van 50.000 roebel wegens het "in diskrediet brengen van de Russische krijgsmacht".
Op 10 augustus 2022 maakte haar advocaat bekend dat Ovsjannikova opnieuw was gearresteerd door de Russische autoriteiten. Naar verluidt werd  Ovsjannikova deze keer beschuldigd van het verspreiden van desinformatie over en in diskrediet brengen van het Russische leger.
Op 5 oktober 2022 meldde Ovsjannikova op Telegram dat ze samen met haar 11-jarige dochter is ontsnapt uit haar huisarrest. Volgens haar advocaat had ze diezelfde dag voor de rechter moeten verschijnen waar ze een gevangenisstraf van maximaal 10 jaar riskeerde.

## Aanstelling bijDie Welt
In april 2022 werd ze aangesteld als correspondent in Moskou bij de Duitse krant Die Welt.
In oktober verliet ze Rusland, waarbij ze haar twee kinderen bij haar ex-man achterliet. Ze woonde daarna in Berlijn en in februari 2023 bleek ze met haar dochter in Parijs te wonen. Vermoed wordt dat een poging werd gedaan haar daar te vergiftigen.